# Mihajlo Krešimir II
Michele Cressimiro II (in latino Michael Cressimirus; ... – 969) è stato re di Croazia dal 949 al 969.
Mihajlo Krešimir era il figlio minore di Krešimir I e fratello di Miroslav, e gli succedette nel 945.
In una guerra civile fra Mihajlo e Miroslav quest'ultimo fu ucciso nel 949, e Mihajlo Krešimir gli prese il posto al torno. Mihajlo governò fino alla sua morte e suo fratello Stjepan Držislav gli succedette.
Il regno dei Croati raggiunse la massima espansione sotto il governo di Mihajlo. Dal 968 fu annessa la Bosnia su cui lo Stato esercitò il controllo totale, avendo pacificato le tribù locali. Mihajlo e sua moglie Elena di Zara stabilirono inoltre buone relazioni con le città della Dalmazia. Jelena costruì un mausoleo familiare a Salona e sopravvisse al marito per sette anni. Alla fine del XIX secolo fu trovato il suo sepolcro in cui la donna era definita col titolo di regina.